# Гинешти (Дамбовица)
Гинешти (рум. Ghinești) насеље је у Румунији у округу Дамбовица у општини Салчоара. Oпштина се налази на надморској висини од 188 m.

## Становништво
Према подацима из 2002. године у насељу је живело 1139 становника.

### Попис2002.
| Расподела становништва по националности 2002.‍ | Расподела становништва по националности 2002.‍ | Расподела становништва по националности 2002.‍ | Расподела становништва по националности 2002.‍ | Расподела становништва по националности 2002.‍ |
| --------------------------------------------- | --------------------------------------------- | --------------------------------------------- | --------------------------------------------- | --------------------------------------------- |
|                                               |                                               |                                               |                                               |                                               |
| Румуни                                        | Румуни                                        |                                               | 1.113                                         | 97,9%                                         |
| Роми                                          | Роми                                          |                                               | 24                                            | 2,1%                                          |